# Amettes
Amettes est une commune française située dans le département du Pas-de-Calais en région Hauts-de-France. Ses habitants sont appelés les Amettois.
La commune fait partie de la communauté d'agglomération de Béthune-Bruay, Artois-Lys Romane qui regroupe 100 communes et compte 275 327 habitants en 2021.

## Géographie

### Localisation
Le village d'Amettes est un village artésien à l'habitat groupé le long de la Nave qui creuse une vallée pittoresque et arborée. En aval, la rivière arrose le village d'Ames et en amont, le village de Nédon.
Amettes se situe sur les contreforts des collines d'Artois, à quelques kilomètres de la haute colline de Hurtbise (200 m d'altitude environ).
Le territoire de la commune est limitrophe de ceux de six communes.
Les communes limitrophes sont Ames, Nédon, Auchy-au-Bois, Aumerval, Bailleul-lès-Pernes et Ferfay.

### Géologie et relief
La superficie de la commune est de 6,82 km2 ; son altitude varie de 62  à   121 mètres.

### Hydrographie
Le territoire de la commune est situé dans le bassin Artois-Picardie.
La commune est traversée par la Nave, un cours d'eau naturel non navigable de 21,88 km, qui prend sa source dans la commune de Fontaine-lès-Hermans et se jette dans La Clarence au niveau de la commune de Robecq et par la Cauchiette, un cours d'eau naturel de 3,74 km, qui prend sa source à Bailleul-lès-Pernes et se jette dans la Nave au niveau de la commune d'Amettes.

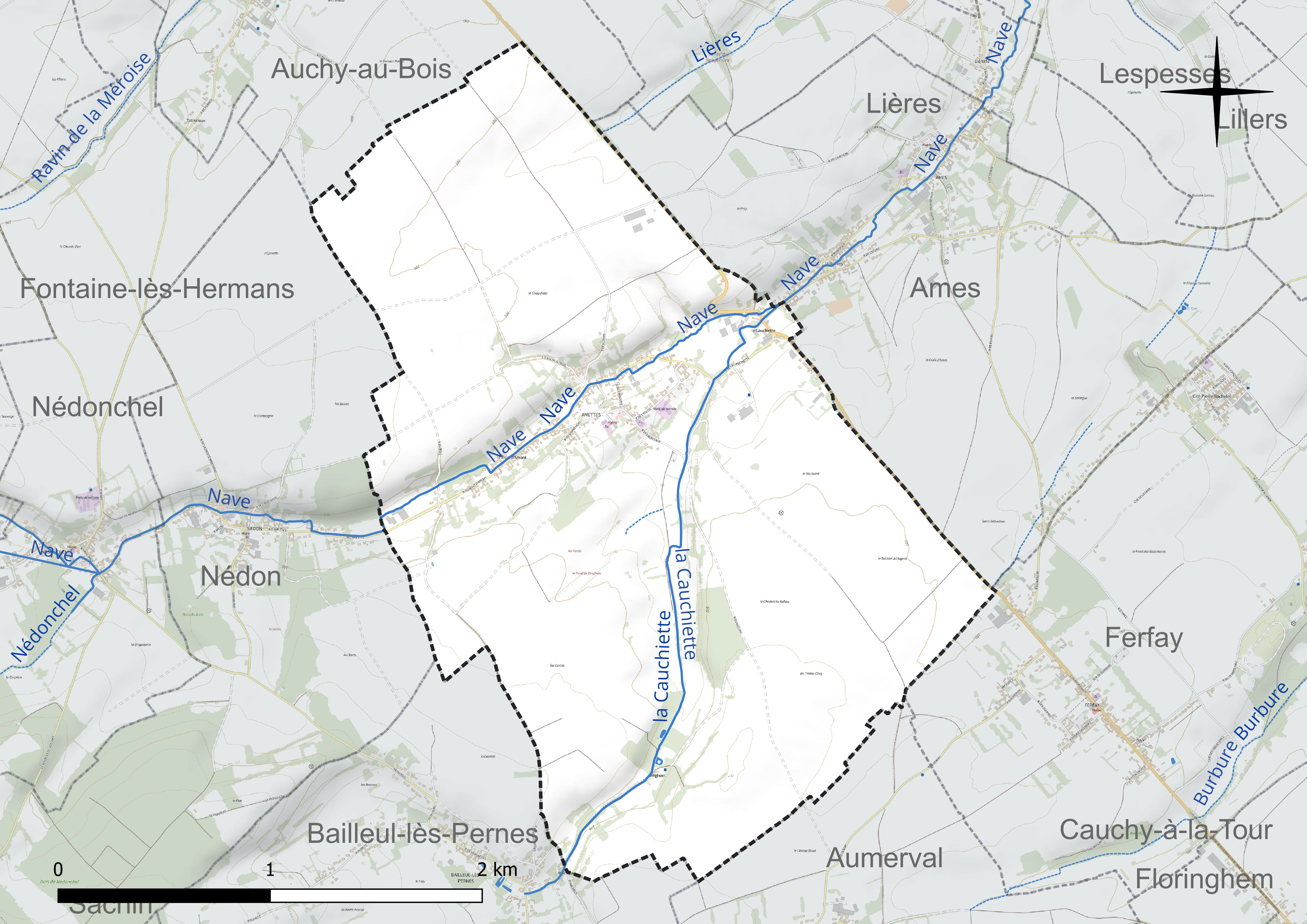
Réseau hydrographique d'Amettes.

### Climat
Pour des articles plus généraux, voir Climat des Hauts-de-France et Climat du Pas-de-Calais.
En 2010, le climat de la commune est de type climat océanique altéré, selon une étude du CNRS s'appuyant sur une série de données couvrant la période 1971-2000. En 2020, Météo-France publie une typologie des climats de la France métropolitaine dans laquelle la commune est exposée à un climat océanique et est dans la région climatique Côtes de la Manche orientale, caractérisée par un faible ensoleillement (1 550 h/an) ; forte humidité de l’air (plus de 20 h/jour avec humidité relative > 80 % en hiver), vents forts fréquents.
Pour la période 1971-2000, la température annuelle moyenne est de 10,1 °C, avec une amplitude thermique annuelle de 13,7 °C. Le cumul annuel moyen de précipitations est de 849 mm, avec 13 jours de précipitations en janvier et 9 jours en juillet. Pour la période 1991-2020, la température moyenne annuelle observée sur la station météorologique la plus proche, située sur la commune de Fiefs à 5 km à vol d'oiseau, est de 10,4 °C et le cumul annuel moyen de précipitations est de 1 070,6 mm,. Pour l'avenir, les paramètres climatiques de la commune estimés pour 2050 selon différents scénarios d'émission de gaz à effet de serre sont consultables sur un site dédié publié par Météo-France en novembre 2022.
| Mois                                  | jan.             | fév.             | mars             | avril         | mai           | juin            | jui.           | août         | sep.           | oct.            | nov.            | déc.             | année      |
| ------------------------------------- | ---------------- | ---------------- | ---------------- | ------------- | ------------- | --------------- | -------------- | ------------ | -------------- | --------------- | --------------- | ---------------- | ---------- |
| Température minimale moyenne (°C)     | 1,1              | 1,2              | 2,8              | 4,7           | 7,8           | 10,7            | 12,8           | 12,9         | 10,4           | 7,6             | 4,3             | 1,8              | 6,5        |
| Température moyenne (°C)              | 3,5              | 4                | 6,6              | 9,4           | 12,7          | 15,5            | 17,7           | 17,8         | 14,9           | 11,1            | 7               | 4,2              | 10,4       |
| Température maximale moyenne (°C)     | 6                | 6,9              | 10,3             | 14,2          | 17,6          | 20,4            | 22,7           | 22,7         | 19,3           | 14,7            | 9,7             | 6,6              | 14,3       |
| Record de froid (°C) date du record   | −18,5 09.01.1985 | −17,5 23.02.1956 | −13,9 07.03.1971 | −6 25.04.1955 | −5 02.05.1960 | −3,2 02.06.1962 | 3,2 04.07.1964 | 4 29.08.1964 | 0,2 30.09.1954 | −6 29.10.1997   | −11 30.11.1978  | −12,9 29.12.1996 | −18,5 1985 |
| Record de chaleur (°C) date du record | 15,2 01.01.22    | 19,8 28.02.1960  | 25,1 31.03.21    | 27 29.04.1955 | 34 25.05.1953 | 35,5 30.06.1957 | 40,6 25.07.19  | 37 10.08.03  | 33,6 09.09.23  | 30,8 01.10.1959 | 19,5 06.11.1955 | 17 01.12.00      | 40,6 2019  |
| Précipitations (mm)                   | 103,9            | 86,5             | 76,4             | 64,4          | 76,4          | 74,4            | 80,7           | 85,1         | 83,3           | 100,9           | 112,8           | 125,8            | 1 070,6    |

## Urbanisme

### Typologie
Au 1er janvier 2024, Amettes est catégorisée commune rurale à habitat dispersé, selon la nouvelle grille communale de densité à sept niveaux définie par l'Insee en 2022.
Elle est située hors unité urbaine. Par ailleurs la commune fait partie de l'aire d'attraction d'Auchel - Lillers, dont elle est une commune de la couronne,. Cette aire, qui regroupe 29 communes, est catégorisée dans les aires de 50 000 à moins de 200 000 habitants,.

### Occupation des sols
L'occupation des sols de la commune, telle qu'elle ressort de la base de données européenne d’occupation biophysique des sols Corine Land Cover (CLC), est marquée par l'importance des territoires agricoles (93 % en 2018), en diminution par rapport à 1990 (94 %). La répartition détaillée en 2018 est la suivante : 
terres arables (65,1 %), prairies (28 %), zones urbanisées (7 %). L'évolution de l’occupation des sols de la commune et de ses infrastructures peut être observée sur les différentes représentations cartographiques du territoire : la carte de Cassini (XVIIIe siècle), la carte d'état-major (1820-1866) et les cartes ou photos aériennes de l'IGN pour la période actuelle (1950 à aujourd'hui).

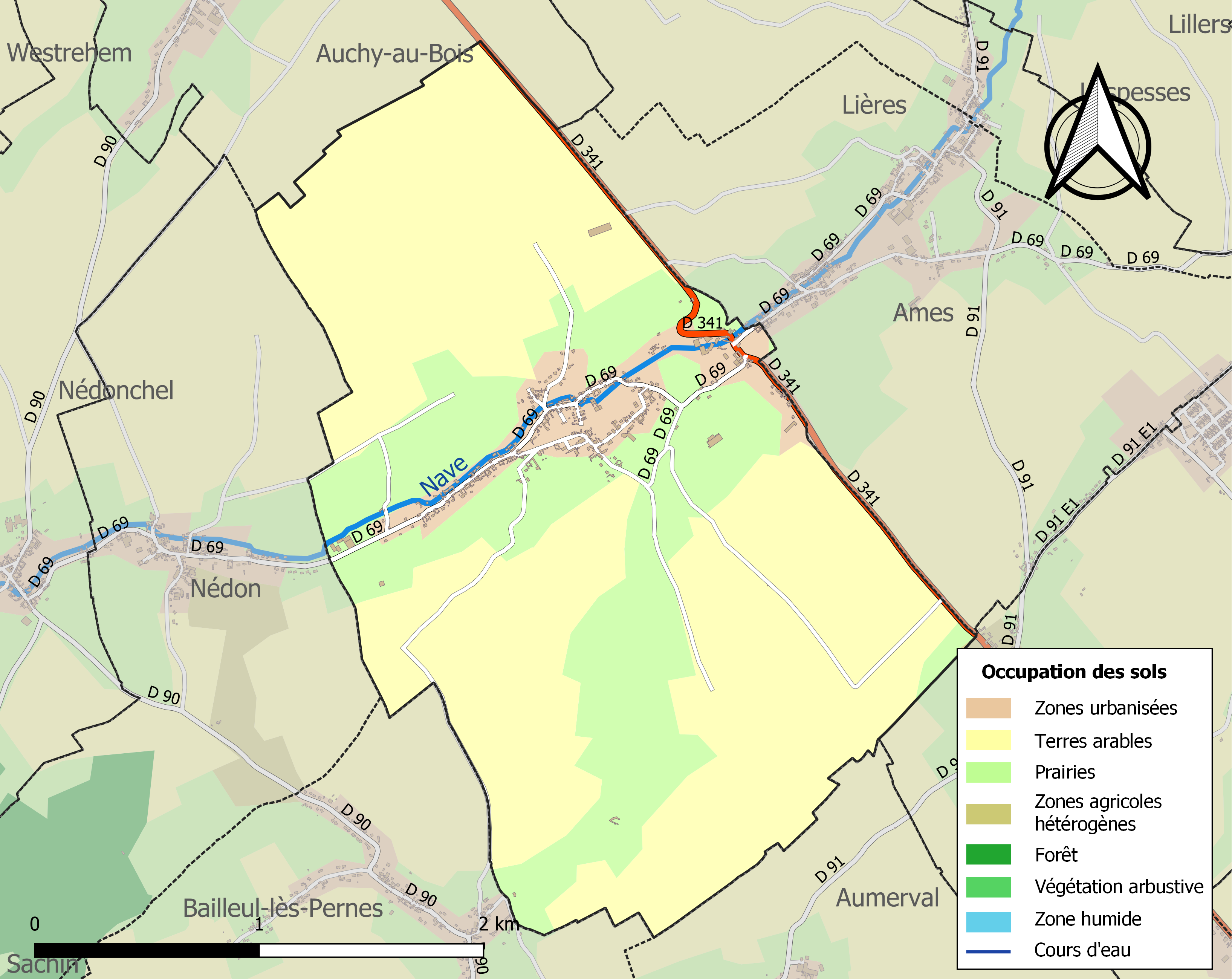
Carte des infrastructures et de l'occupation des sols de la commune en 2018 (CLC).

## Toponymie
Le nom de la localité est attesté sous les formes Amet en 1164 (cart. de Saint-Georges, f° 3 r°), Aumetes' en 1179 (cart. de Thér., p. 51), Hametes en 1243 (cart. de Thér., p. 148), Aumettes au XIIIe siècle (Galametz, prieuré de Saint-André, p. 388), Ammoetez au XIVe siècle (Arch. nat., P. 137, f° 80 r°), Ammettes en 1436 (cart. des chartres de Gosnay, t. I, f° 216 v°), Hamestes en 1570 (abb. de Saint-Vaast), Hamelettes en 1762 (Expilly, t. I, p. 49).
Diminutif de Ames, autre localité dans ce département. À envisager aussi une variante de Hamette, nom qui devrait désigner un hameau.

## Histoire
La commune est desservie par la route départementale 341 dite chaussée Brunehaut reliant Arras à Thérouanne.
Amettes vit la naissance, le 26 mars 1748, de Benoît-Joseph Labre, saint de l'Église catholique.
Sa maison natale, une chaumière artésienne typique, située dans une prairie en contrebas de l'église, est accessible à la visite.

## Politique et administration

### Découpage territorial
La commune se trouve dans l'arrondissement de Béthune du département du Pas-de-Calais.

#### Commune et intercommunalités
La commune est membre de la communauté d'agglomération de Béthune-Bruay, Artois-Lys Romane.

#### Circonscriptions administratives
La commune est rattachée au canton de Lillers.

#### Circonscriptions électorales
Pour l'élection des députés, la commune fait partie de la huitième circonscription du Pas-de-Calais.

### Élections municipales et communautaires

#### Liste des maires
| Période                                  | Période                     | Identité          | Étiquette | Qualité                           |
| ---------------------------------------- | --------------------------- | ----------------- | --------- | --------------------------------- |
| Les données manquantes sont à compléter. |                             |                   |           |                                   |
| 1962                                     | 1980                        | André Pohier      |           |                                   |
| 1980                                     | 2001                        | Jean-Marie Boitel |           |                                   |
| 2001                                     | 2014                        | Martial Berthe    |           |                                   |
| 2014,                                    | 2020                        | Corinne Vasseur   |           | Cadre de la fonction publique     |
| 3 juillet 2020                           | En cours (au 26 avril 2022) | Michèle Delépine  |           | Employée de la fonction publique, |

## Équipements et services publics

### Espaces publics
La commune fait partie des villages labellisés Village Patrimoine, qui œuvrent à mettre en avant leurs patrimoines matériels et/ou immatériels (historique, culturel, naturel, architectural, etc.).

### Justice, sécurité, secours et défense
La commune dépend du tribunal judiciaire de Béthune, du conseil de prud'hommes de Béthune, de la cour d'appel de Douai, du tribunal de commerce d'Arras, du tribunal administratif de Lille, de la cour administrative d'appel de Douai et du tribunal pour enfants de Béthune.

## Population et société

### Démographie
Ses habitants sont appelés les Amettois.

#### Évolution démographique
L'évolution du nombre d'habitants est connue à travers les recensements de la population effectués dans la commune depuis 1793. Pour les communes de moins de 10 000 habitants, une enquête de recensement portant sur toute la population est réalisée tous les cinq ans, les populations de référence des années intermédiaires étant quant à elles estimées par interpolation ou extrapolation. Pour la commune, le premier recensement exhaustif entrant dans le cadre du nouveau dispositif a été réalisé en 2007.

En 2022, la commune comptait 466 habitants, en évolution de −4,31 % par rapport à 2016 (Pas-de-Calais : −0,72 %, France hors Mayotte : +2,11 %).
| 1793 | 1800 | 1806 | 1821 | 1831 | 1836 | 1841 | 1846 | 1851 |
| ---- | ---- | ---- | ---- | ---- | ---- | ---- | ---- | ---- |
| 360  | 310  | 362  | 404  | 421  | 426  | 434  | 451  | 471  |

| 1856 | 1861 | 1866 | 1872 | 1876 | 1881 | 1886 | 1891 | 1896 |
| ---- | ---- | ---- | ---- | ---- | ---- | ---- | ---- | ---- |
| 445  | 467  | 495  | 513  | 568  | 591  | 600  | 561  | 580  |

| 1901 | 1906 | 1911 | 1921 | 1926 | 1931 | 1936 | 1946 | 1954 |
| ---- | ---- | ---- | ---- | ---- | ---- | ---- | ---- | ---- |
| 563  | 608  | 620  | 626  | 607  | 605  | 557  | 566  | 577  |

| 1962 | 1968 | 1975 | 1982 | 1990 | 1999 | 2006 | 2007 | 2012 |
| ---- | ---- | ---- | ---- | ---- | ---- | ---- | ---- | ---- |
| 599  | 566  | 507  | 505  | 507  | 474  | 499  | 502  | 504  |

| 2017 | 2022 | - | - | - | - | - | - | - |
| ---- | ---- | - | - | - | - | - | - | - |
| 475  | 466  | - | - | - | - | - | - | - |

#### Pyramide des âges
En 2018, le taux de personnes d'un âge inférieur à 30 ans s'élève à 29,4 %, soit en dessous de la moyenne départementale (36,7 %). À l'inverse, le taux de personnes d'âge supérieur à 60 ans est de 32,9 % la même année, alors qu'il est de 24,9 % au niveau départemental.
En 2018, la commune comptait 230 hommes pour 243 femmes, soit un taux de 51,37 % de femmes, légèrement inférieur au taux départemental (51,5 %).
Les pyramides des âges de la commune et du département s'établissent comme suit.
| Hommes | Classe d’âge | Femmes |
| ------ | ------------ | ------ |
| 0,9    | 90 ou +      | 5,0    |
| 8,8    | 75-89 ans    | 12,4   |
| 21,3   | 60-74 ans    | 17,1   |
| 21,2   | 45-59 ans    | 17,4   |
| 20,6   | 30-44 ans    | 16,6   |
| 15,0   | 15-29 ans    | 15,4   |
| 12,2   | 0-14 ans     | 16,1   |

| Hommes | Classe d’âge | Femmes |
| ------ | ------------ | ------ |
| 0,5    | 90 ou +      | 1,6    |
| 5,6    | 75-89 ans    | 8,9    |
| 16,7   | 60-74 ans    | 18,1   |
| 20,2   | 45-59 ans    | 19,2   |
| 18,9   | 30-44 ans    | 18,1   |
| 18,2   | 15-29 ans    | 16,2   |
| 19,9   | 0-14 ans     | 17,9   |

## Économie

### Revenus de la population et fiscalité
En 2019, dans la commune, il y a 182 ménages fiscaux qui comprennent 435 personnes pour un revenu médian disponible par unité de consommation de 20 330 euros, soit inférieur au revenu médian de la France métropolitaine qui est de 21 930 euros,.

## Culture locale et patrimoine

### Lieux et monuments
- L'église Saint-Sulpice : tour de 1573, nef de 1622 ; orfèvrerie 16e, dalle funéraire en relief de 1632, cloche de 1599 et reliques de saint Benoît-Joseph Labre.

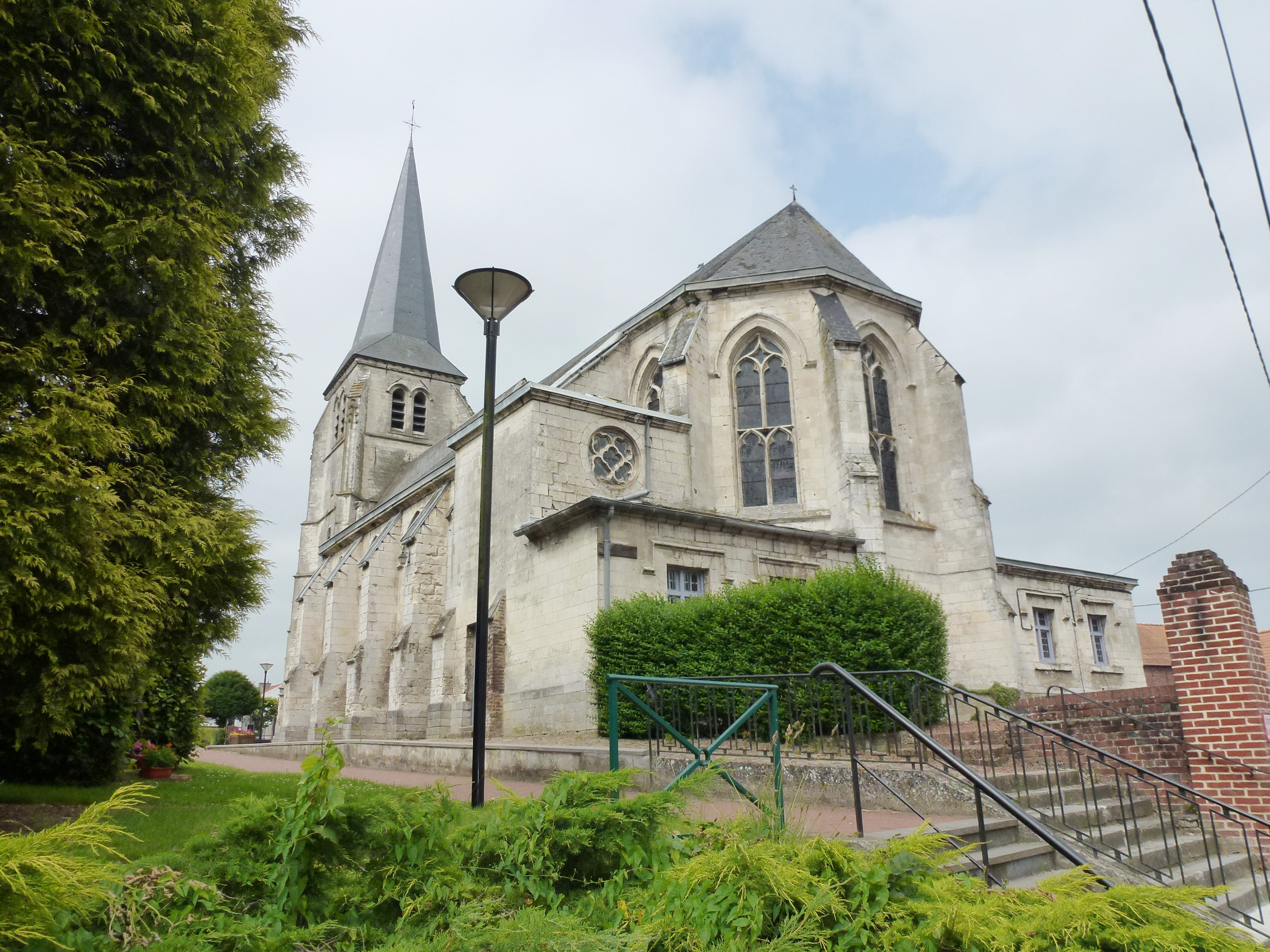
L'église Saint-Sulpice.
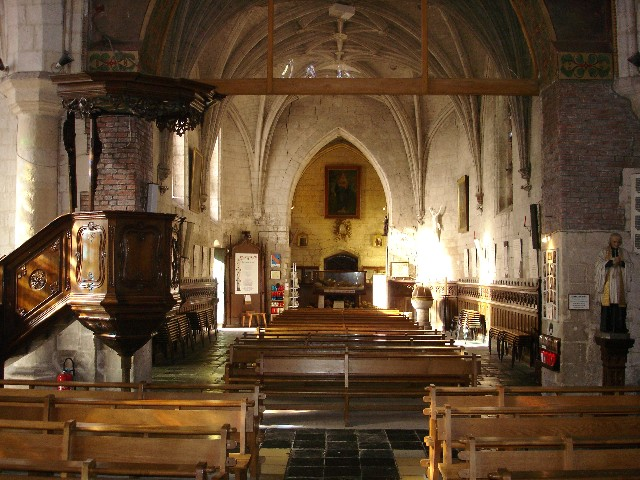
Intérieur de l'église Saint-Sulpice.
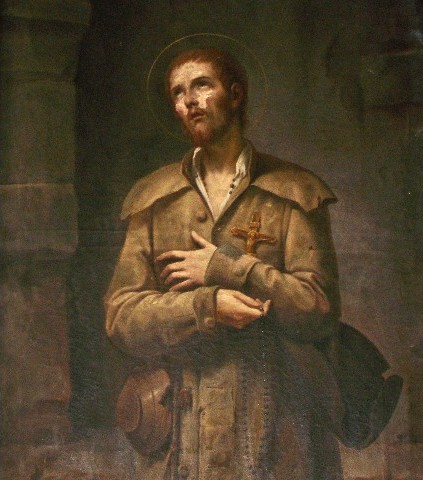
Portrait de saint Benoît-Joseph Labre, peinture dans l'église.

- Le monument aux morts[31].
- Le lieu de pèlerinage de saint Benoît-Joseph Labre, aménagé autour de sa maison natale, avec un Chemin de croix (14 oratoires) et un calvaire.

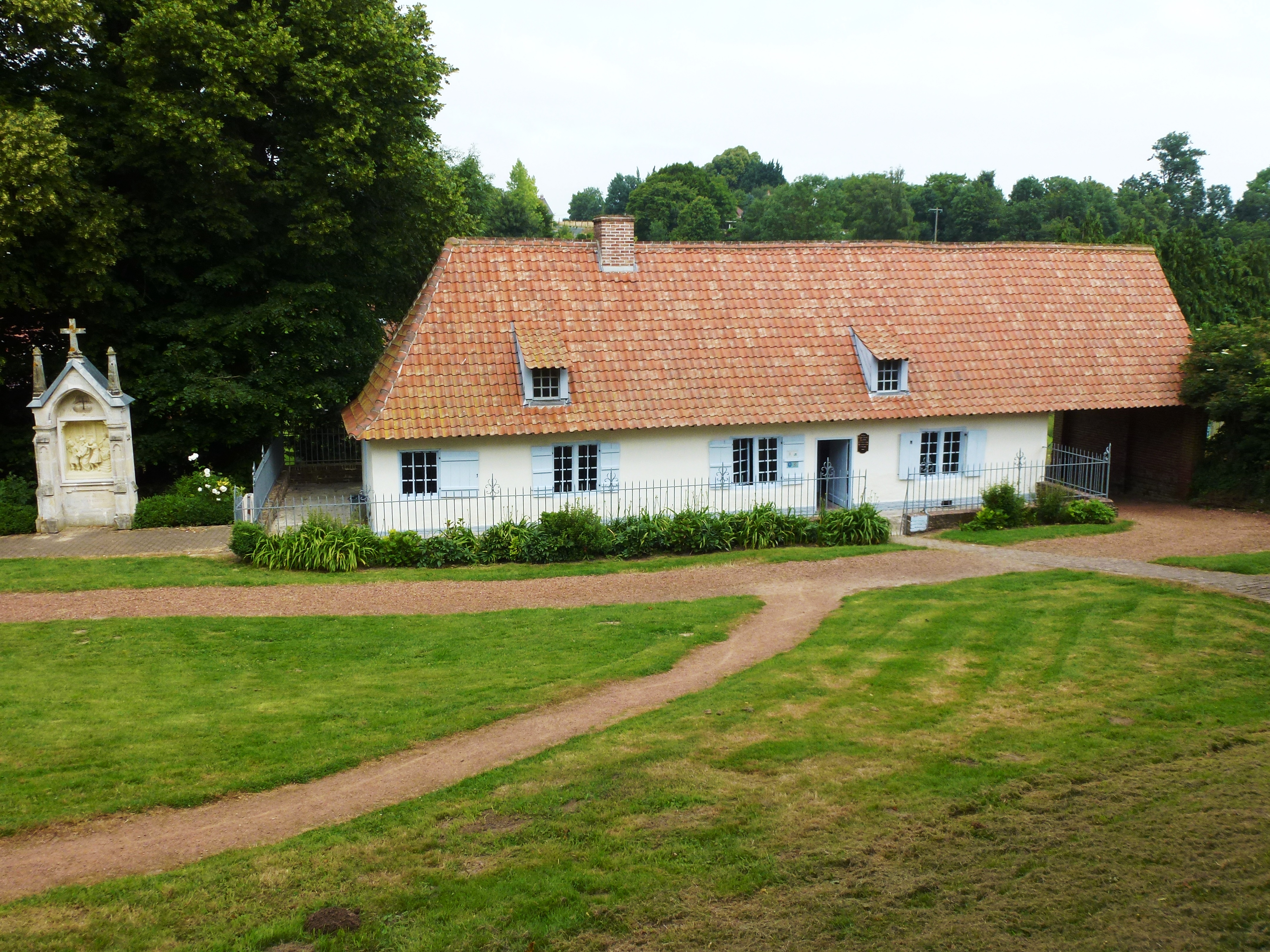
La maison natale de saint Benoît Labre.
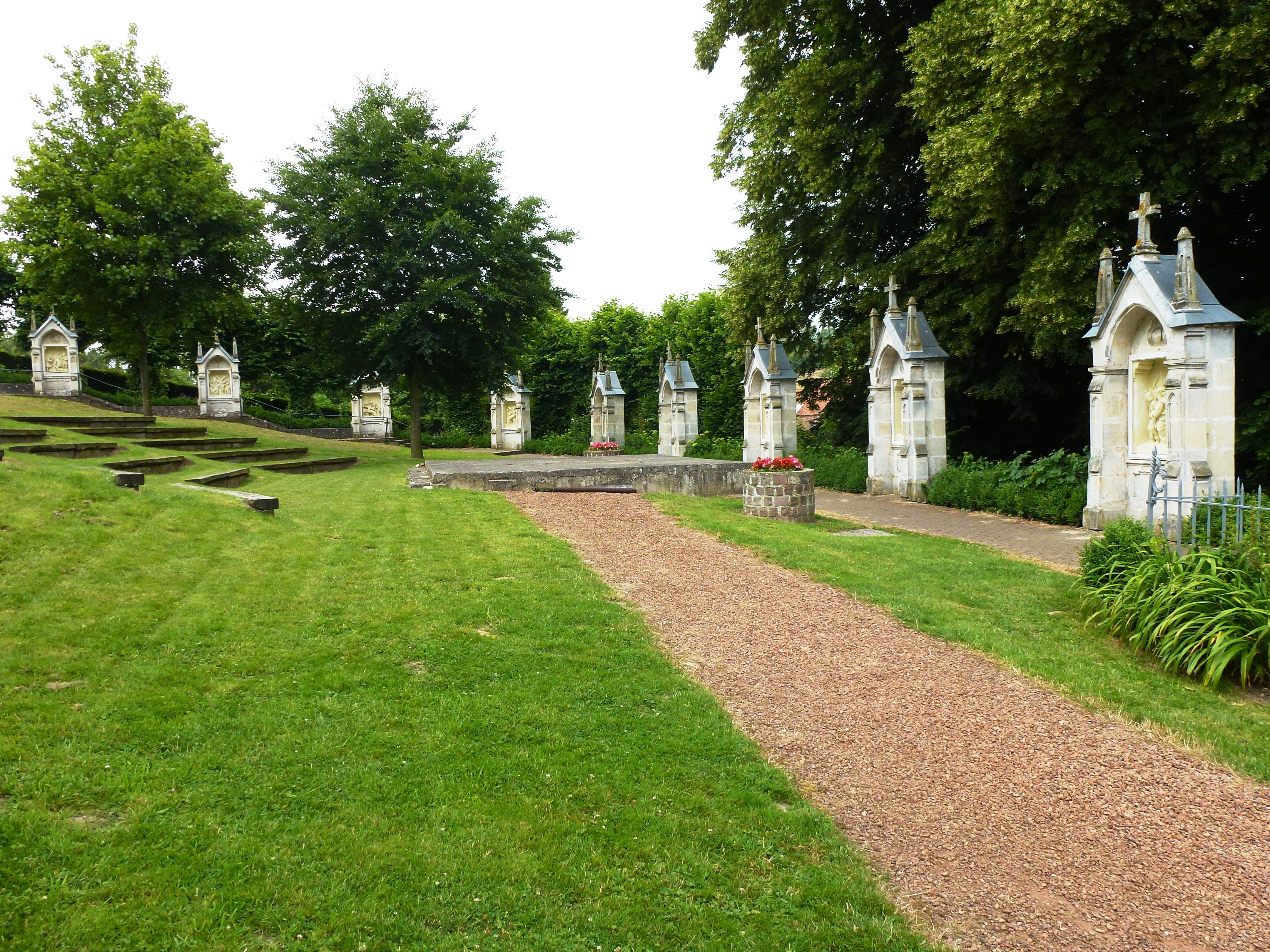
Chemin de croix, vue d'ensemble.
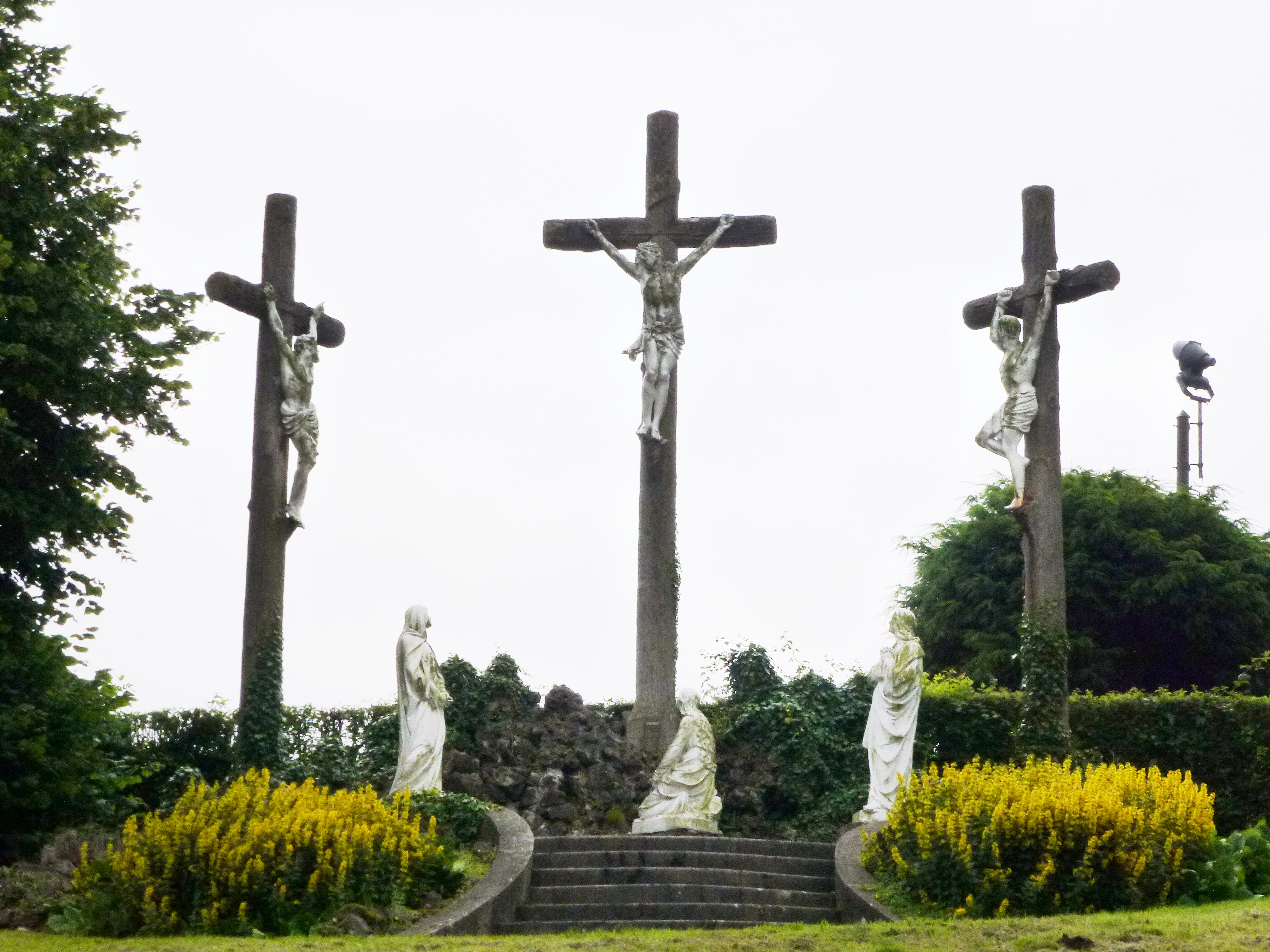
Le calvaire.

### Personnalités liées à la commune
- Benoît-Joseph Labre (1748-1783), saint de l'Église catholique est né en 1748 dans la commune. Pèlerin sans domicile fixe de son époque, il est mort à Rome en 1783 et inhumé dans l'église Santa Maria ai Monti.
- Joseph Sauty (1906-1970), né dans la commune, résistant et militant syndical chrétien, président national de la Confédération française des travailleurs chrétiens (CFTC).
- Claude Galametz (1942-), homme politique français, né dans la commune. Conseiller municipal d’Amettes de 1971 à 1977, député de 1988 à 1993, conseiller régional de 1996 à 1998, vice-président du conseil régional de 1998 à 2004. Président de la fédération régionale hospitalière jusqu’en 2010.
- Marc Loison (1952-), né dans la commune,  biographe de Benoît-Joseph Labre. Docteur en histoire de l'éducation et sciences de l'éducation, maître de conférences honoraire en histoire contemporaine de l'université d'Artois, commandeur dans l'ordre des palmes académiques, il s'est surtout intéressé, dans le cadre de ses travaux universitaires, au rapport entre l'éducation et la religion (école presbytérale d'Amettes, cours normal de Dohem)[32].

### Héraldique
| Armes d'Amettes | Les armes d'Amettes se blasonnent ainsi : D'azur au bâton de pèlerin crossé de sable, posé en barre, avec sa gourde appendue en chef et accosté à sa base de deux traces de pas du même posées et rangées en bande; à la bande cousue de gueules, chargée d'une coquille d'argent posée à plomb, brochant sur le tout.. |

## Pour approfondir

#### Bases de données, dictionnaires et encyclopédies
- Ressources relatives à la géographie :   - Insee (communes)
  - Ldh/EHESS/Cassini
- Ressource relative à plusieurs domaines :   - Annuaire du service public français
- Notices d'autorité :   - VIAF
  - BnF (données)
  - Israël